# Fälla
För andra betydelser, se Fälla (olika betydelser).

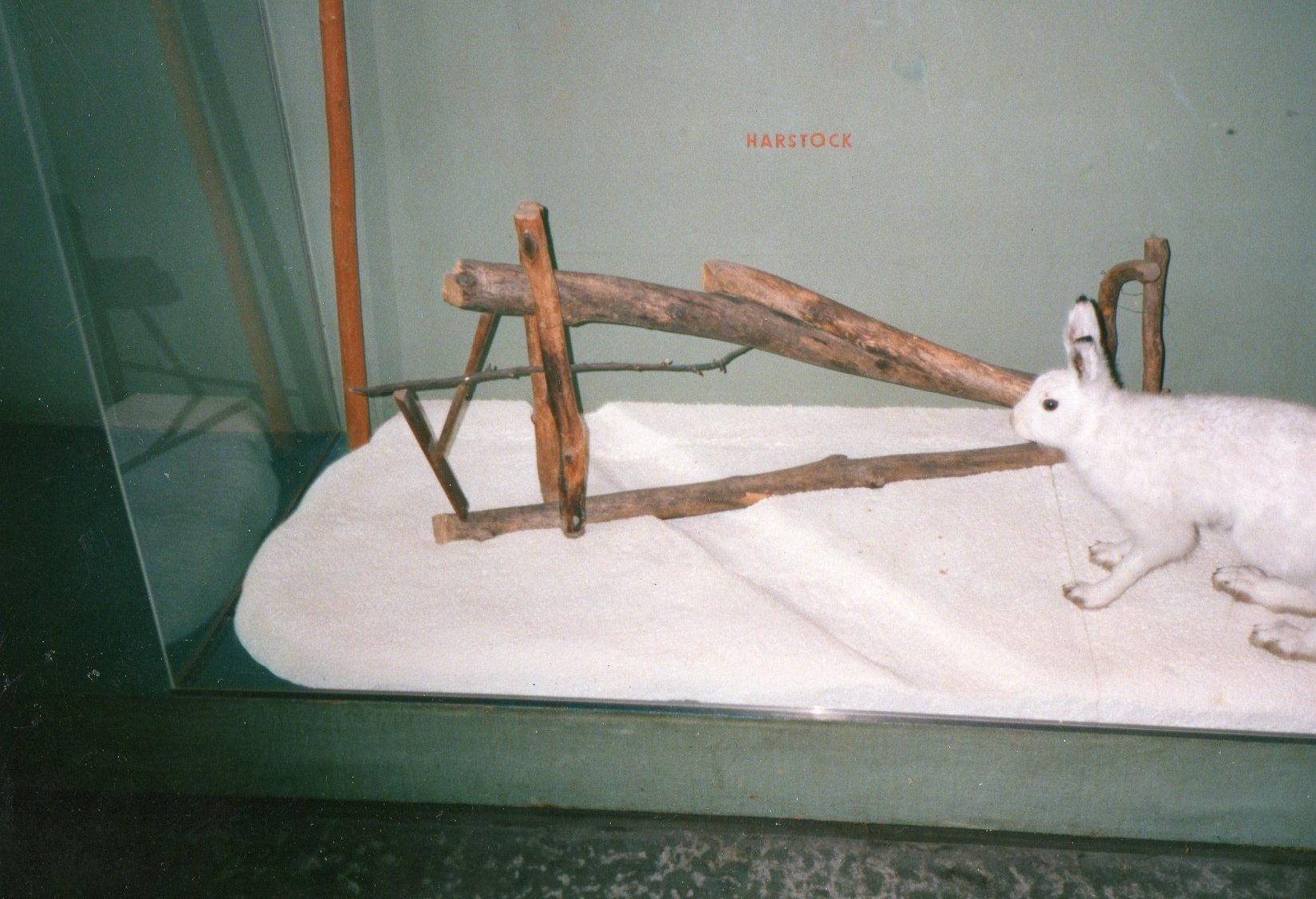
En gammal typ av fälla för hare.

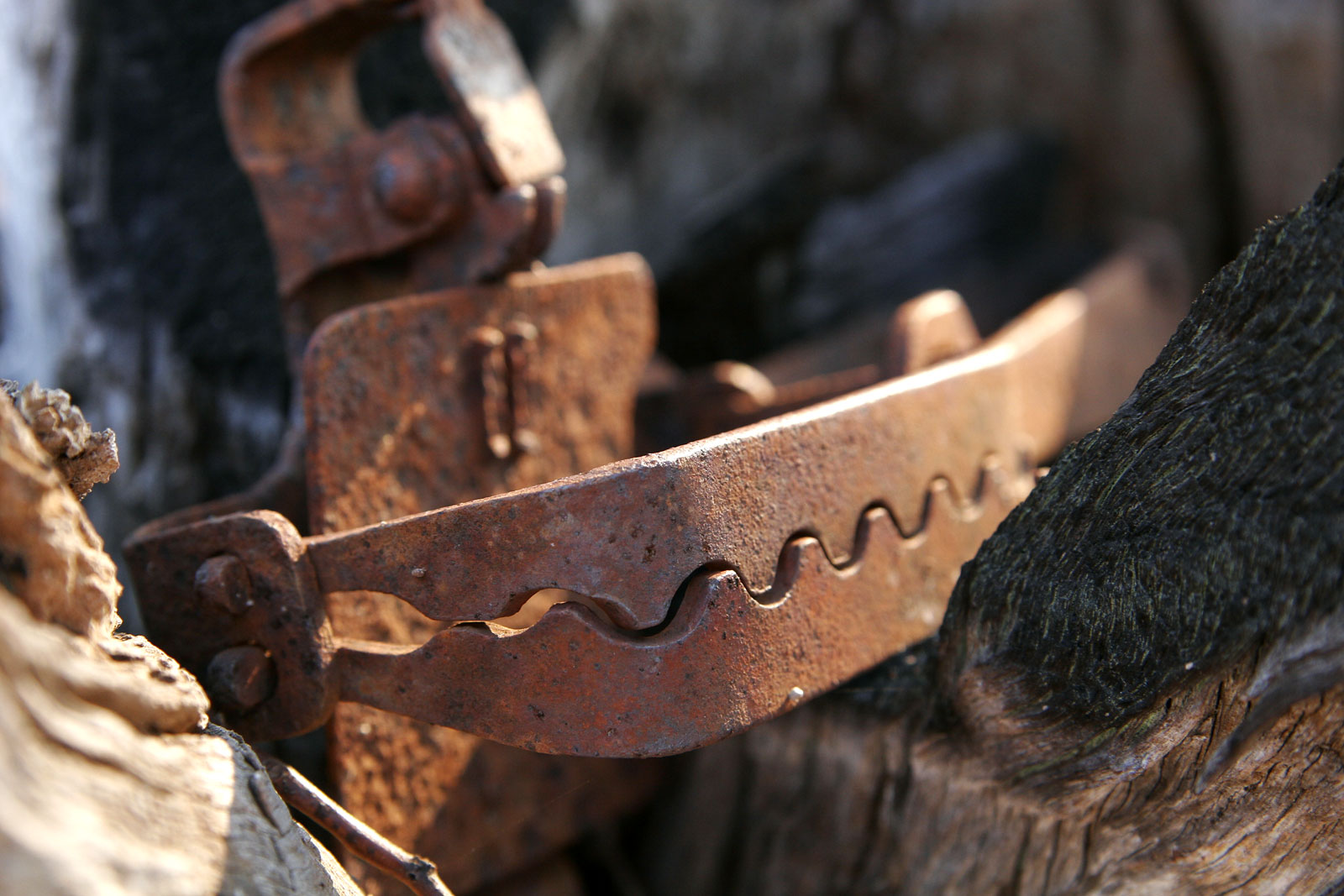
En gammal typ av kaninfälla.

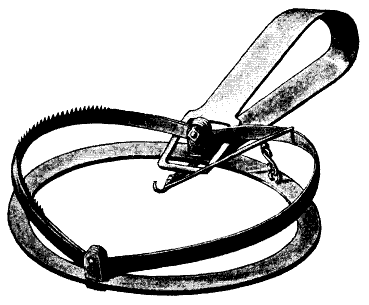
En gammal typ av fälla som kallades för rävsax.

En fälla är ett redskap som i samband med jakt används för att döda eller fånga in djur.
Historiskt har människofällor också använts, exempelvis punji under Vietnamkriget. Idag använder man dock försåtsmineringar.
Det finns två huvudtyper av fällor, dödande och de som är avsedda att fånga djuren levande. Med fällfångst förstås jakt med hjälp av fällor.
Vittjning är en kontroll av en fälla där man tar hand om fångsten och/eller återställer fällan.

## Fällfångst i Sverige
För att få jaga vilda djur med hjälp av fällor krävs att man har jakträtten i det område som fällan sätts ut i och att man har betalat statligt jaktkort. Själva avlivningen av fångat vilt betraktas ej som jakt. Man får endast använda av Naturvårdsverket utprovade och godkända fällor.
För infångande av tamdjur som exempelvis katter så finns det idag inget krav på av naturvårdsverket godkända fällor.
Däremot kan med fördel fällor avsedda för levande fångst av djur med liknande storlek användas.